# Jay Silvester
Pour les articles homonymes, voir Silvester.
Jay Silvester né le 27 août 1937 à Tremonton, Utah est un ancien athlète américain pratiquant le lancer du disque.
Participant à quatre olympiades consécutives de 1964 à 1976, il fut l'un des lanceurs de disque américains les plus réguliers de cette époque.  Il échoua néanmoins aux  Jeux olympiques de 1968 à Mexico en se classant 5e, alors qu'il détenait le record du monde, son compatriote Al Oerter remportant à cette occasion son quatrième titre olympique.  Il remporta la médaille d'argent aux Jeux olympiques de 1972 à Munich.
Silvester fut le premier lanceur de disque à dépasser les 60 mètres lorsqu'il établit un nouveau record du monde (60,56 m) à Francfort le 11 août 1961. Il battit ensuite encore trois fois le record du monde, le portant à 68,40 m en 1968 .
Sa carrière d'athlète achevée, Il devint professeur d'éducation physique à l'Université de Brigham Young dans l'Utah. [2].

## Palmarès
- Jeux olympiques d'été
  -  Médaille d'argent aux Jeux olympiques d'été de 1972